# Julio Bolbochán
Julio Bolbochán (ur. 10 marca 1920 w Buenos Aires, zm. 28 czerwca 1996 w Caracas) – argentyński szachista, arcymistrz od 1977 roku.

## Kariera szachowa
Po raz pierwszy w finale mistrzostw Argentyny wystąpił w roku 1938, zajmując IV miejsce. Wkrótce awansował do ścisłej krajowej czołówki, w której znajdował się do końca lat 60. XX wieku. Dwukrotnie (1946, 1948) zdobył tytuł indywidualnego mistrza kraju, natomiast w roku 1960 w finałowym turnieju zajął II miejsce. Pomiędzy 1950 a 1970 rokiem siedmiokrotnie wystąpił w szachowych olimpiadach, zdobywając 6 medali: 3 srebrne (1950, 1952, 1954) i brązowy (1962) wraz z drużyną oraz indywidualnie złoty (1950) i srebrny (1954, oba na II szachownicy).
W roku 1960 zwyciężył w São Paulo w turnieju strefowym i awansował do rozegranego dwa lata później w Sztokholme turnieju międzystrefowego, w którym zajął XIII miejsce. Do tego etapu walki o mistrzostwo świata awansował jeszcze dwukrotnie, zajmując w turniejach strefowych w Mar del Placie (1951) I-II m. (wraz z Erichem Eliskasesem) oraz II-III m. w Rio Hondo (1966, wraz z Oscarem Panno, a za Henrique Meckingiem), jednak z powodów zdrowotnych nie wystąpił w turniejach międzystrefowych rozegranych w latach 1952 i 1967.
Wielokrotnie startował w międzynarodowych turniejach w Mar del Placie, najlepsze wyniki uzyskując w latach 1952 i 1956, dwukrotnie dzieląc I miejsca (odpowiednio z Hectorem Rossetto i Miguelem Najdorfem). Oprócz tego w roku 1949 triumfował w Remedios de Escalada, natomiast w 1954 wystąpił w Buenos Aires w meczu Argentyny ze Związkiem Radzieckim, w którym na II szachownicy uzyskał remisowy wynik (2 - 2) z Paulem Keresem.
W 1977 Międzynarodowa Federacja Szachowa przyznała mu honorowy tytuł arcymistrza za sukcesy osiągnięte w przeszłości.